# 127.ª Brigada del Ejército Croata
La 127.ª Brigada (en croata: 127. brigada) fue una gran unidad de combate formada en Virovitica (Croacia) y sus alrededores en 1991 que se encontró activa durante la Guerra de Croacia. Perteneció inicialmente de la Guardia Nacional Croata (ZNG) y luego del Ejército Croata (HV) cuando la institución fue renombrada.
Sus acciones de combate mayores fueron en Eslavonia Occidental en el año 1991. Fue desactivada en el año 1994.

## Historia

### Antecedentes y 50.º Batallón Independiente ZNG
La situación de conflicto en Virovitica antecede al inicio de las operaciones militares de agosto de 1991 y a la creación de la brigada. La ciudad era sede de una importante guarnición del Ejército Popular Yugoslavo (JNA) con un cuantioso material bélico disponible.
Antes las tensiones políticas existentes por las intenciones independentistas croatas, el 10 de octubre de 1990 se formó un núcleo militar croata en el edificio de la Asamblea Municipal de Virovitica. A partir de entonces, se comenzaron a establecer unidades en el entonces municipio, armadas principalmente con armas caseras y algún armamento que se adquirió en cooperación con el Ministerio de Defensa croata. En diciembre de 1990, había alrededor de 550 integrantes con la tarea principal de asegurar instalaciones importantes en el municipio.
En enero de ese año, unos 520 croatas armados, liderados por el entonces presidente del HDZ - Virovitica Đuro Dečak rodearon los cuarteles del JNA en Virovitica. Después de unos días, las instalaciones militares fueron desbloqueadas y el 25 de enero el JNA arrestó a los cabecillas de la rebelión que fueron condenados por un tribunal militar en Zagreb a tres años de prisión. Fueron liberados en espera de la ejecución del veredicto que no se concretó por el comienzo de la Guerra de Croacia.
El 28 de junio de 1991 se estableció oficialmente el 50.º Batallón Independiente del ZNG Virovitica. El 31 de julio de 1991, algunas de sus fracciones fueron destacadas al área de Jasenovac, Kostajnica y Dubica, donde aseguraron rutas e instalaciones y el 13 de agosto, en el área de Osijek.
Las barricadas de las milicias serbocroatas aparecieron en agosto de 1991 en el área de Virovitica. Estos controlan un tramo de la ruta Virovitica - Daruvar con un punto fuerte en Đulovac. En la noche del 1 al 2 de septiembre, con la ayuda de tropas del Ministerio del Interior, el 50.º Batallón desmanteló una posición en Jasenaš, único lugar donde los serbios establecieron barricadas en el municipio de Virovitica.
El 15 de septiembre, la Guardia de Frontera de Terezino Polje es tomada por el batallón. Al día siguiente, cayó el depósito munición y explosivos Šištat (al sur de Virovitica) (material de las TO) y el cuartel del 288.ª Brigada Antitanque Mixta; el 18 fue el turno del Comando de Guardia de Frontera y el 20, el Cuartel Nikola Miljanović con las armas de la 288.ª. Estas acciones ocasionan un muerto. La conquista de los cuarteles y la captura de grandes cantidades de armas y equipo militar crearon las condiciones materiales para la formación de una brigada y en envío a otros sectores de Croacia.
El 19 de septiembre, se impartió la orden de formación de la 19.ª MPOAD (Grupo de Artillería Antitanque Motorizada) y de la Compañía de Ingenieros. La artillería comenzó a operar en Novska como primera misión.

### Desde su constitución a enero de 1992

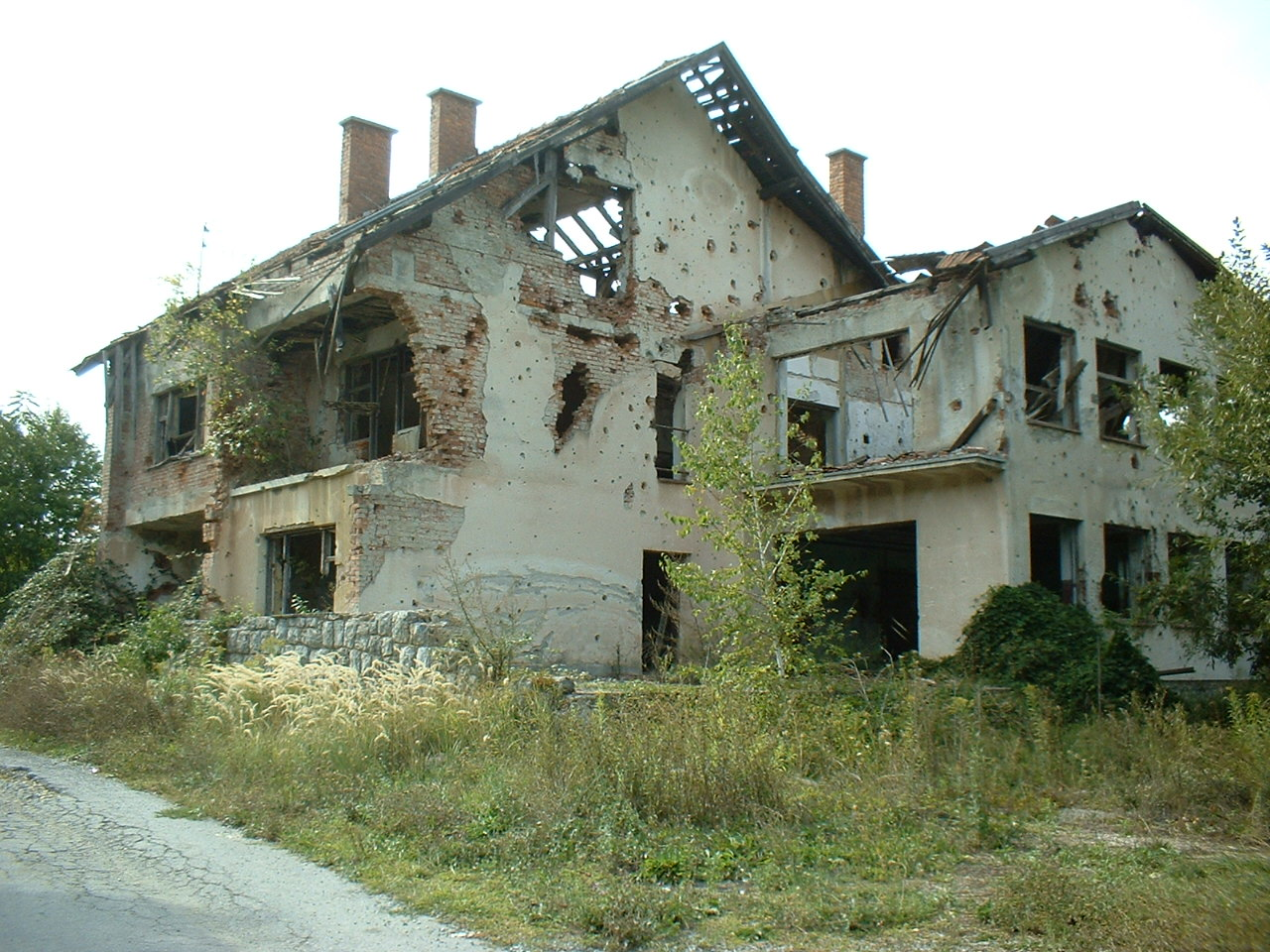
Edificación en Lončarica afectada por la guerra de 1991. Ocupada por la brigada el 1 de noviembre de 1991

La 127.ª Brigada fue formada el 2 de octubre de 1991. Por orden del Ministro de Defensa, se constituyó sobre la base del 50.º Batallón Independiente Virovitica, que se convirtió en el 1.º Batallón de la brigada. Đuro Dečak fue nombrado comandante y Marko Krstanović su jefe de Estado Mayor.
La brigada consistía en tres batallones de infantería. Contaba con el apoyo operacional de un grupo de artillería mixto antitanque independiente y una compañía de ingenieros. La fuerza de ataque en las operaciones ofensivas de la brigada estuvo representada por una compañía independiente "A" y el 1.º Batallón de infantería.
Tras la conformación, la brigada tenía a su frente a las Defensas Territoriales Serbocroatas que ocupaban una parte significativa del territorio desde las laderas de Bilogora hasta el río Sava. Si bien no había cuarteles del JNA fuera del poder croata, existía un polígono de tiro de tanques en Gakovo con una dotación yugoslava.
Antes de la ofensiva, la brigada brindaba seguridad en el área norte de Bilogora. Su sector de responsabilidad era en la base de las alturas Bilogora cubriendo la línea Tomašica, Vukosavljevica, Špišić Bukovica, Golo Brdo, Podgorje, Sv. Djavar, Milanovac, Jasenaš, Mala y Velika Babina Gora, Mala Klisa, Pivnice, Levinovac, Mačkovac.
Una vez armada adecuadamente, la Guardia Nacional Croata inició su ofensiva en los entonces municipios de Slatina, Virovitica, Grubišno Polje y Daruvar. La primera operación se denominó Otkos - 10 dirigida por el Comando de la 2.ª Zona Operacional Bjelovar. El eje de avance norte fue tarea de la brigada. La dirección principal de ataque Virovitica - Lončarica corrió bajo la responsabilidad de la Compañía "A" de la reforzada con vehículos blindados 20 mm y a partir del 3.º día con tres tanques. Al oeste del ataque principal, se ordenaron dos ataques secundarios: Vukosavljevica - Brzaja - Sibenik y Špišić Bukovica - Polígono JNA Gakovo - Topolovica Polje, también a cargo de la brigada. Al mismo tiempo, el 3.º Batallón de la brigada se constituiría en Jasenaš, Mala y Velika Babina Gora para realizar una defensa en el sector. En el área de Levinovac y Mala Klisa la Compañía 6 del 1.º Batallón hizo lo propio. La reserva estaba constituida por la 2 / BI 1 y 2 / BI 2 para el eje principal y la 3 / BI 2 para la dirección Virovitica - Jasenaš.
Con este fin, a la 127.ª Brigada se le asignó la 19.º Grupo de Artillería Antitanque, la Compañía de Voluntarios Koprivnica y una unidad del MUP de Virovitica. Se obtuvieron tres tanques T-55 de la Brigada 105.º de Bjelovar. Otkos - 10 comenzó el 31 de octubre de 1991 se completó con éxito el 4 de noviembre.
El 9 de noviembre, en la aldea de Kravljak, siete miembros de la 127.ª Brigada murieron tras un ataque sorpresa de una unidad de sabotaje serbocroata. Además de estos, 13 miembros de la brigada fueron muertos en Eslavonia Occidental, algunos antes de este evento y otros después.
Luego del éxito de Otkos - 10, la ZNG planeó una nueva operación llamada Papuk - 91 con el objetivo de avanzar al sur de la ruta Virovitica – Osijek a partir del 28 de noviembre y efectuar la limpieza de las montañas Papuk y Psunj de milicias serbias. Como parte de esta operación, la 127.ª Brigada junto con otras unidades inició sus operaciones el 12 de diciembre, con el objetivo de liberar las aldeas ocupadas en dirección a Pivnica Slavonska - Đulovac y en dirección a Jasenaš - Đulovac.
El 15 de diciembre, la 127.ª Brigada ocupó Đulovac y varias aldeas en dirección a Daruvar. El 20 de diciembre, avanzó desde Sirač hacia la ruta Požega - Pakrac liberando una gran cantidad de aldeas a lo largo de su eje de avance: Donjei, Srednje y Gornji Grahovljani y Dragović. El 26 de diciembre, se conectó con la 123.ª Brigada proveniente de Požega.
El 29 de diciembre, en el marco de la Acción Alfa, la 127.ª Brigada participó en la acción para liberar la aldea de Brusnik que fue suspendido en la noche de ese día regresando a sus posiciones iniciales, excepto los doce que murieron en el enfrentamiento. Dentro de las bajas se incluye a su segundo comandante.

### Operaciones luego del alto al fuego en Croacia
A partir del alto al fuego del 3 de enero, la brigada se mantuvo en el sector de Pakrac hasta julio de 1992, cuando las fuerzas de la ONU se desplegaron en el área. UNPROFOR asumió la responsabilidad conformando una zona de protección (UNPA). Por lo tanto, se inició la desmovilización parcial de la brigada y se constituyó el Grupo Táctico 127 (TG 127). Esta era una formación de nivel batallón reforzado por elementos de una brigada para la acción independiente. Se esa manera mantuvo uno de los tres batallones de infantería liberando al personal para sus actividades particulares.
El TG 127 fue enviado al área del este de Posavina, donde participó en la defensa de áreas pobladas predominantemente por croatas y bosniacos, hasta la caída del mismo año cuando el Ejército Serbobosnio conquistó el área. En el este de Posavina, el TG 127 libró combates con las fuerzas serbobosnias cuyo objetivo principal era abrir un corredor que lo conectara con Belgrado.
Durante las operaciones, el TG 127 sufrió la muerte de dos miembros en el este de Posavina, 16 resultaron gravemente heridos y 45 resultaron heridos con lesiones leves.
Después de la caída de Posavina en Bosnia, parte de TG 127 de la Brigada HV se dedicó a brindar seguridad. Una compañía de voluntarios también luchó en el centro de Bosnia.

### Desactivación
A mediados de 1994, hubo una desmovilización completa de todos los componentes de la brigada, excepto el comando, que permaneció activo hasta el final de la guerra.
Después de la formación de la unidad profesional del HV, el 81.º Batallón de Guardias en Virovitica, una gran cantidad de soldados, suboficiales y oficiales que pertenecían a la 127 Brigada continuaron su actividad en la nueva unidad. Con ella participaron en las operaciones Bljesak, Storm y Maestral

## Operaciones en la que participó
- Operación Otkos - 10 en noviembre de 1991.
- Operación Papuk-91 en diciembre de 1991.
- Acción Alfa en diciembre de 1991.

## Bajas
4.500 personas pasaron por la 127- Brigada. 67 murieron y 186 fueron heridos.